# Nessundorma
Nessundorma è stato un programma televisivo italiano comico e satirico condotto da Paola Cortellesi e trasmesso da Rai 2 in seconda serata dal 22 marzo 2004, per dodici puntate.

## La trasmissione
Dopo l'esperienza del Festival di Sanremo 2004 che vide la Cortellesi mattatrice al fianco di Simona Ventura, le viene affidato un programma tutto suo in seconda serata su Rai 2, dalla durata di novanta minuti, per dodici puntate. 
Il programma, ideato e scritto dalla stessa Cortellesi e dagli autori Furio Andreotti, Massimiliano Bruno, Fabio Di Iorio, Rocco Tanica, Ennio Meloni e Luca Parenti con la regia di Celeste Laudisio, vide l'attrice cimentarsi in un one woman show ricco di parodie sulla televisione contemporanea, imitazioni, momenti musicali, ospiti in studio e monologhi.
A coadiuvare l'attrice vi era un cast fisso composto da Massimiliano Bruno, Melanie Gerren, Ubaldo Pantani, Raffaele Vannoli e Riccardo Rossi. Valerio Mastandrea e la cantante Giorgia parteciparono come "disturbatori" speciali del programma. 
Le coreografie furono curate da Ronnie Parolin e Christian Nastasi. 
Il programma non fu esente da polemiche e censure: secondo una dichiarazione dell'attrice a Radio Capital, il programma fu abbandonato a sé stesso e non ottenne il successo sperato a causa del fatto che dalla seconda serata fu spostato in terza. Nella stessa intervista, inoltre, dichiarò che il programma fu anche oggetto di interferenze da parte della censura, in particolare per il personaggio di padre Marco, non gradito alla chiesa.